# Cosmodromo di Dombarovskij
Il cosmodromo di Dombarovskij, noto anche come base aerea di Dombarovskij, è un aeroporto militare russo situato nei pressi del villaggio di Dombarovskij, che si trova vicino la città di Jasnyj nell'oblast' di Orenburg. La base ospita un aeroporto con squadriglie di caccia intercettori e una base di missili balistici intercontinentali.
La base missilistica è stata successivamente riadattata con la modifica di due silos preesistenti, in modo da permettere il lancio di satelliti artificiali commerciali con l'utilizzo del razzo vettore Dnepr, derivato dal missile intercontinentale R-36M ospitato nella base. Lo spazioporto è stato inaugurato il 12 luglio 2006 con il lancio, avvenuto con successo, di un satellite in orbita terrestre bassa.
Fra il 2006 e il 2015, dal cosmodromo di Dombarovskij sono stati effettuati 10 lanci di satelliti.